# Metodo Michela
(Giuseppe Garibaldi)
Il metodo Michela di stenografia meccanica è stato ideato nel 1862 (e brevettato nel 1878) dal prof. Antonio Michela Zucco ed è attualmente utilizzato, nella sua versione computerizzata, presso il Senato della Repubblica ed anche presso il Consiglio regionale del Piemonte, per la redazione dei resoconti stenografici.
Esso si basa sull'utilizzo di un'apposita tastiera formata da venti tasti, simili a quelli di un pianoforte. Ad ogni tasto è associato un segno grafico ed un preciso valore fonico. I segni grafici utilizzati in totale sono sei e si ripetono sulla tastiera secondo un preciso schema.

## Storia
Il sistema fu messo a punto dal professor Michela dopo decenni di studi per trovare soluzioni che superassero l'ostacolo dei modesti mezzi tecnici disponibili nella seconda metà dell'800.
Durante la XIII legislatura del Regno d'Italia, Sebastiano Tecchio, che ricopriva la carica di Presidente del Senato, nominò una commissione composta dai senatori Errante, Zini e Massarani per valutare il nuovo sistema che doveva servire alla resocontazione dei lavori del Senato, ancora affidata agli stenografi manuali. Il 30 gennaio 1880 i membri della Commissione presentarono a Tecchio una relazione entusiasta e fu decisa l'adozione della macchina da parte del Senato.
La macchina Michela è rimasta sostanzialmente invariata per oltre un secolo: dal 1974 è entrata in funzione una versione prodotta dalla ditta Vergoni, caratterizzata da una meccanica più moderna. Nel 1982 è entrata in funzione una versione elettronica, prima striscia decrittata della Vergoni elettronica, dai vecchi simboli, al testo alfabetico stampato in orizzontale, un enorme vantaggio con la quale gli stenografi del Senato hanno conseguito tre titoli mondiali (1983, 1985 e 1995) ai campionati di stenografia e, fino al 1996, tutti i titoli italiani. Nel 2002 è stata realizzata una versione totalmente informatizzata che, con l'ausilio di un pc, è in grado di produrre un'immediata trascrizione del parlato perfettamente sincronizzata con la registrazione audio digitale. Con tale macchina, ai campionati mondiali del 2009, una giovane stenografa parlamentare del Senato ha raggiunto la più elevata velocità di scrittura stenotipica tra tutti i concorrenti: 445 sillabe al minuto (circa 200 parole al minuto).
Nel 1990, per consentire l'utilizzo dei programmi di trascrizione assistita (Computer Aided Transcription), essendo la gestione dei segni grafici da parte dei personal computer dell'epoca piuttosto complessa essi sono stati sostituiti con segni letterali (senza alterarne il valore fonico).

## Tecnica e funzionamento

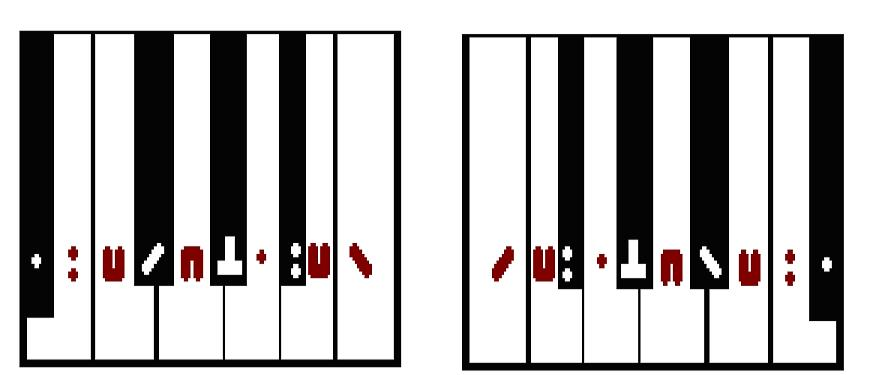
Tastiera della macchina Michela con segni stenografici

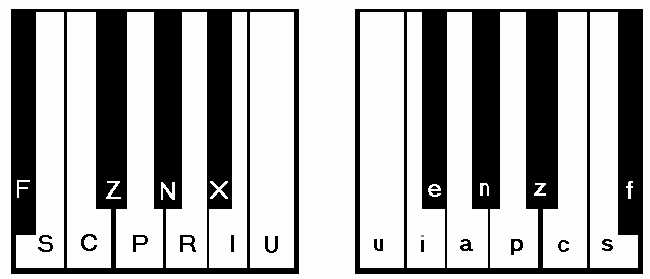
Tastiera della macchina Michela con rappresentazione tasti letterali

I venti tasti della tastiera Michela sono raggruppati in due parti o emitastiere, formate da dieci tasti, una di competenza della mano sinistra e l'altra di competenza della mano destra, ognuna delle quali divisa in due zone o serie ideali: l'emitastiera sinistra è formata dai sei tasti della 1ª serie (segni F, S, C, Z, P, N) e dai quattro tasti della 2ª serie (segni R, X, I, U); l'emitastiera destra è formata dai quattro tasti della 3ª serie (segni u, i, e, a) e dai sei tasti della 4ª serie (segni n, p, z, c, s, f), speculari rispetto a quelli della 1ª serie. L'uso dei tasti “F” e “S” della 1ª serie compete al mignolo della mano sinistra, l'uso dei tasti “C” e “Z” compete all'anulare della mano sinistra, l'uso dei tasti “P” e “N” compete al medio della mano sinistra. Lo stesso dicasi per i tasti “R” e “X”, nonché “I” e “U”, della 2ª serie, il cui uso compete, rispettivamente, all'indice e al pollice della mano sinistra. Identiche regole valgono per le serie 3ª e 4ª e per la mano destra.
La suddivisione della tastiera in quattro serie è stata concepita in funzione delle caratteristiche fondamentali del sistema Michela, che è fonico-sillabico, pertanto, ad ogni combinazione di tasti sulla tastiera corrisponde la riproduzione fonica di una sillaba. A tal fine, ogni serie è deputata a registrare una parte ben determinata della sillaba: la prima serie le consonanti (o vocali) iniziali; la seconda serie le consonanti (o vocali) intermedie; la terza serie le vocali toniche (quelle su cui cade l'accento) e la quarta serie (speculare rispetto alla prima) le consonanti (o vocali) finali. Essendo il sistema fonico esso è in grado di registrare in forma stenografica il parlato di qualsiasi lingua basandosi sul suo suono; è pertanto possibile stenografare anche lingue non conosciute, purché si sia in grado di percepirne chiaramente i suoni. I fonemi rappresentabili sulla tastiera sono ottenuti con la pressione di tasti singoli o di loro combinazioni, secondo il seguente schema:
| Segno | Serie | Suono     | Diteggiatura     |
| ----- | ----- | --------- | ---------------- |
| F     | 1ª    | F         | mignolo sinistro |
| f     | 4ª    | F         | mignolo destro   |
| N     | 1ª    | N         | medio sinistro   |
| n     | 4ª    | N         | medio destro     |
| R     | 2ª    | R         | indice sinistro  |
| a     | 3ª    | A         | indice destro    |
| S     | 1ª    | S (aspra) | mignolo sinistro |
| s     | 4ª    | S (aspra) | mignolo destro   |
| C     | 1ª    | SC digr.  | anulare sinistro |
| c     | 4ª    | SC digr.  | anulare destro   |
| e     | 3ª    | E         | indice destro    |
| Z     | 1ª    | S (dolce) | anulare sinistro |
| z     | 4ª    | S (dolce) | anulare destro   |
| I     | 2ª    | I         | pollice sinistro |
| i     | 3ª    | I         | pollice destro   |
| P     | 1ª    | P         | medio sinistro   |
| p     | 4ª    | P         | medio destro     |
| X     | 2ª    | S         | indice sinistro  |
| U     | 2ª    | U         | pollice sinistro |
| u     | 3ª    | U         | pollice destro   |

| Segni | Serie | Suono                        | Diteggiatura             | Note       |
| ----- | ----- | ---------------------------- | ------------------------ | ---------- |
| FP    | 1ª    | T                            | mignolo-medio sinistro   |            |
| pf    | 4ª    | T                            | medio-mignolo destro     |            |
| ie    | 3ª    | O                            | pollice-indice destro    |            |
| ua    | 3ª    | E accentata                  | pollice-indice destro    |            |
| ia    | 3ª    | E muta (francese)            | pollice-indice destro    |            |
| CP    | 1ª    | C dura (anche Q e K)         | anulare-medio sinistro   | [ Nota 1 ] |
| pc    | 4ª    | C dura (anche Q e K)         | medio-anulare destro     |            |
| SP    | 1ª    | C dolce                      | mignolo-medio sinistro   |            |
| ps    | 4ª    | C dolce                      | medio-mignolo destro     |            |
| ZP    | 1ª    | G dolce                      | anulare-medio sinistro   |            |
| pz    | 4ª    | G dolce                      | medio-anulare destro     |            |
| FZ    | 1ª    | J o G dolce francese         | mignolo-anulare sinistro |            |
| zf    | 4ª    | J o G dolce francese         | anulare-mignolo destro   |            |
| ue    | 3ª    | UÉ (EU francese / Ö tedesco) | pollice-indice destro    |            |
| ui    | 3ª    | UÒ (U francese / Ü tedesco)  | pollice su due tasti     |            |
| FC    | 1ª    | H                            | mignolo-anulare sinistro |            |
| cf    | 4ª    | H                            | mignolo-anulare destro   |            |
| SC    | 1ª    | V                            | mignolo-anulare sinistro |            |
| cs    | 4ª    | V                            | mignolo-anulare destro   |            |
| RI    | 2ª    | L                            | indice-pollice sinistro  |            |
| XI    | 2ª    | F o V                        | indice-pollice sinistro  | [ Nota 2 ] |
| IU    | 2ª    | P o B                        | pollice su due tasti     | [ Nota 2 ] |
| XU    | 2ª    | N                            | indice-pollice sinistro  |            |
| RU    | 2ª    | M                            | indice-pollice sinistro  |            |
| SZ    | 1ª    | Z                            | mignolo-anulare sinistro |            |
| zs    | 4ª    | Z                            | anulare-mignolo destro   |            |
| ZN    | 1ª    | I                            | anulare-mignolo sinistro |            |
| nz    | 4ª    | I                            | medio-anulare destro     |            |
| CN    | 1ª    | U                            | anulare-medio sinistro   |            |
| nc    | 4ª    | U                            | medio-anulare destro     |            |
| FN    | 1ª    | GN                           | mignolo-medio sinistro   |            |
| nf    | 4ª    | GN                           | medio-mignolo destro     |            |
| SN    | 1ª    | GL                           | mignolo-medio sinistro   |            |
| ns    | 1ª    | GL                           | medio-mignolo destro     |            |

Considerato che per le combinazioni a tre tasti si usano tutte le dita per ciascuna serie, non saranno riportate le dita da utilizzare; nel caso della seconda e terza serie, si useranno l'indice per pigiare il tasto nero o il primo tasto bianco e il pollice per pigiare contemporaneamente uno o due tasti bianchi.
| Segni | Serie | Suono             | Note       |
| ----- | ----- | ----------------- | ---------- |
| SCP   | 1ª    | D                 |            |
| pcs   | 4ª    | D                 |            |
| FZN   | 1ª    | NT (latino)       |            |
| nzf   | 4ª    | NT (latino)       |            |
| SCN   | 1ª    | L                 |            |
| ncs   | 4ª    | L                 |            |
| FZP   | 1ª    | G dura            | [ Nota 1 ] |
| pzf   | 4ª    | G dura            | [ Nota 1 ] |
| XIU   | 2ª    | C dura o G dura   | [ Nota 2 ] |
| SZP   | 1ª    | M                 |            |
| pzs   | 4ª    | M                 |            |
| RIU   | 2ª    | T o D             | [ Nota 2 ] |
| FCP   | 1ª    | B                 |            |
| pcf   | 4ª    | B                 |            |
| FCN   | 1ª    | R                 |            |
| ncf   | 4ª    | R                 |            |
| SZN   | 1ª    | X                 |            |
| nzs   | 4ª    | X                 |            |
| uia   | 3ª    | UA (OI francese)  |            |
| uie   | 3ª    | UI (OUI francese) |            |

| Segni     | Serie   | Simboli/Indicazioni                              | Note               |
| --------- | ------- | ------------------------------------------------ | ------------------ |
| n         | 4ª      | .                                                |                    |
| N         | 1ª      | ,                                                |                    |
| nz        | 4ª      | ,                                                |                    |
| NX        | 1ª e 2ª | :                                                |                    |
| ZN        | 1ª      | ;                                                |                    |
| SPps      | 1ª e 4ª | ?                                                |                    |
| CPpc      | 1ª e 4ª | !                                                |                    |
| Nn        | 1ª e 4ª | -                                                |                    |
| Ff        | 1ª e 4ª | ( )                                              |                    |
| Uu        | 2ª e 3ª | "                                                |                    |
| XU        | 2ª      | n.                                               |                    |
| ia        | 3ª      | spazio (e muta)                                  |                    |
| nzf / pcs | 4ª      | a capo                                           |                    |
| p         | 4ª      | lacuna/parola non percepita                      | ripetuto più volte |
| X / U     | 2ª      | tasto di correzione ultima combinazione digitata |                    |

Note
1. 1 2 3  Essendo il sistema fonetico, la "H" muta presente in alcuni fonemi inizianti con suoni cosiddetti duri, ad es. "che" o "chi", non verrà rappresentata; es: "che = CPe"; "chi = CPi" etc.. Lo stesso avverrà per il suono "G dura".
2. 1 2 3 4  A seconda che il complesso di segni sia preceduto da S aspra o da S dolce.

### Scrittura delle cifre
Sono previste diverse possibilità. Si può utilizzare anzitutto, il sistema numerico tipico del sistema che prevede l'utilizzo dei tasti della prima serie (per le centinaia), della seconda (per le decine) e della quarta serie (per le unità) con il seguente valore: F=1, S=2, C=3, Z=6, P=9 (prima serie); R=1, X=2, I=3, U=6 (seconda serie); p=9, z=6, c=3, s=2, f=1 (terza serie). In tal caso si utilizzerà in ognuna delle tre serie in oggetto il valore numerico tipico del tasto singolo o il valore numerico di combinazioni di tasti singoli, nel caso di cifre non direttamente rappresentate, con un sistema molto simile al sistema numerico binario (es: 4 = “FC”), per scrivere numeri con un massimo di tre cifre (centinaia, decine, unità). Le cifre superiori a 999 verranno espresse con battute successive. Ad esempio, la cifra "632.199" verrà scritta in due battute: "ZIs" "FIUp".
Come sistema alternativo, si possono stenografare le cifre così come sono pronunciate (ad esempio, 1.300 = "SZPincs" "SCNe" "FPRe" "SPen" "FPie" oppure, abbreviando, "SZPincs" "FPRe" "SPenzf").

### Scrittura delle parole
Come detto, ad ogni sillaba di parola corrisponde sulla tastiera Michela una combinazione di tasti. Si può avere una prima idea delle possibilità del sistema ove si tenga presente che, mentre per riprodurre le parole con una tastiera dattilografica occorre scrivere una lettera per volta, con la tastiera Michela il contenuto di una sillaba si esaurisce, come si è detto, in una battuta. Ad esempio, alle undici lettere della parole «f-e-l-i-c-e-m-e-n-t-e» corrispondono le cinque sillabe «fe-li-ce-men-te» e le cinque combinazioni sulla tastiera Michela: “Fe” “SCNi” “SCe” “SZPen” “Fpe”, senza considerare le possibili abbreviazioni che, per il caso in questione, possono ridurre le battute a due soltanto (FRIi SPepzs).

### Criteri abbreviativi
Antonio Michela Zucco, nel suo primo e conciso manuale sul sistema stenografico di sua ideazione ("Stenografia Michela – Processo sillabico istantaneo ad uso universale mediante piccolo e portatile apparecchio a tastiera" op. cit.), precisava: “...L'erudizione di detto processo (conoscenza della tastiera e dei segni) dà campo allo stenografo di farsi un concetto esatto di quanto sente pronunciare per trascriverlo correttamente, ciò che si ottiene anche con certe abbreviazioni che gli suggerirà la pratica, pur conservando la fedeltà di riproduzione...”. A differenza degli altri sistemi stenografici dell'epoca, l'ideatore non prevedeva uno specifico sistema abbreviativo, anche perché la particolare ergonomia della tastiera e la ridotta competenza di ciascun dito (due tasti), già di per sé, consentivano ad un operatore sufficientemente allenato di raggiungere velocità ragguardevoli utilizzando la semplice scrittura fonetica.
Anche dopo l'adozione della macchina da parte del Senato del Regno, l'utilizzo delle abbreviazioni rimase piuttosto limitato: vennero introdotte solo alcune sigle per rappresentare i termini più ricorrenti in ambito parlamentare e il criterio abbreviativo dell'eliminazione della vocale finale per alcune parole. Occorre considerare che all'epoca non era infrequente il caso che le note stenografiche venissero trascritte da soggetti diversi dagli stenografi che le avevano riprese, in alcuni casi anche in luoghi diversi e piuttosto distanti, proprio traendo vantaggio dalle caratteristiche peculiari del sistema, che nasceva come "fonografico", studiato cioè per rappresentare graficamente il suono di qualsivoglia fonema pronunciabile in qualsiasi lingua, e “meccanico” e quindi, a differenza dei sistemi manuali dell'epoca, in grado di produrre strisce stenografiche perfettamente intelligibili da parte di qualsiasi operatore a conoscenza del metodo.
Si può dire che il campo delle abbreviazioni sia rimasto del tutto inesplorato quasi fino ai giorni nostri. Il cavalier Celeste De Alberti, valente stenografo del Senato del Regno, precisava ancora nel 1932, nella seconda edizione del suo manuale ("Manuale di stenografia – sistema "Michela" op. cit.): "Per istenografare colla macchina Michela non è necessario fare uso di abbreviazioni, (questo lo dichiaro innanzi tutto) giacché, senza soverchia fatica, si arriva a scrivere per esteso quanto un oratore, anche molto veloce, può pronunziare".
Fu solo con la partecipazione ai primi campionati di stenografia italiani e mondiali del dopoguerra che si iniziò ad avvertire l'importanza delle abbreviazioni. Anche se alcuni stenografi riuscirono ad ottenere alle gare risultati eccezionali (gli stenografi del Senato hanno conseguito ai campionati di stenografia tre titoli mondiali — 1983, 1985 e 1995 — e dal 1977 al 1996 tutti i titoli italiani) pur abbreviando molto poco, con il passare degli anni si cominciò ad affermare in quella sede una scuola di pensiero orientata ad un uso più esteso di abbreviazioni e sigle, in analogia con gli altri sistemi stenografici mondiali.
Di seguito verranno sommariamente indicati i criteri abbreviativi più diffusi nell'ambito degli utilizzatori del metodo Michela. (Per maggiore chiarezza espositiva, le note stenografiche corrispondenti ai diversi termini verranno indicate in forma fonetica, avendo cura di indicare in lettere maiuscole eventuali suoni cosiddetti "dolci").

#### Eliminazione della vocale finale
Un'abbreviazione “storica” effettuata dai “michelisti” di tutte le generazioni è quella che consiste nell'eliminare l'ultima vocale delle parole (ad esempio, cam-min = cammino, pit-tor = pittore e così via) ed assorbire la consonante dell'ultima sillaba nella sillaba precedente. Tale criterio abbreviativo, che deriva dalla stenografia manuale, è di facile e pressoché universale applicazione e consente di ridurre di un'unità le sillabe di quasi tutte le parole. Rispetto ad altri criteri, ha il grande pregio di poter essere applicato molto rapidamente alla maggior parte delle parole, anche quelle meno frequenti.
Occorre tener presente che, perdendosi in questo modo le informazioni relative al genere ed al numero delle parole, (es: con Cet = concetto\concetti) le stesse andranno ricostruite in base al contesto al momento della rielaborazione del testo stenografico da parte dello stenografo o automaticamente dal computer, nel caso si utilizzi un programma di trascrizione assistita. Alcuni operatori, per evitare un'inutile proliferazione di detti conflitti preferiscono utilizzare detto criterio solo per i sostantivi, gli aggettivi ed i participi passati singolari, sia femminili che maschili, indicando invece la sillaba finale delle parole plurali, anche in considerazione del fatto che in diversi casi è possibile utilizzare a tal fine la quarta serie. Ad esempio: prat = prato; pioG = pioggia; ra-gion = ragione; fi-nal = finale; cam-pion = campione; pra-ti = prati; pioG-Ge = piogge; ra-gioi = ragioni; fi-nai = finali: cam-pioi = campioni

#### Eliminazione della vocale intermedia
Come la vocale finale, anche le vocali situate all'interno della parola possono essere in molti casi soppresse, utilizzando a tal fine la seconda serie per scrivere la consonante restante, senza che ciò comprometta la loro interpretazione. Ad esempio: in-Ctar = incitare; in-dcar = indicare; cris-pdent = corrispondente.
Tale soppressione può riguardare anche eventuali consonanti doppie successive alla vocale: in-csar = incassare; ab-bsar = abbassare.
In molti casi è possibile eliminare anche eventuali vocali doppie, a condizione che non si tratti di vocali delle cosiddette sillabe toniche o che non si comprometta l'interpretazione della parola: maG-Gri-tar = maggioritario; tec-no-craz = tecnocrazia.	

#### Eliminazione della sillaba intermedia
In diversi casi è possibile sopprimere addirittura un'intera sillaba; anche in questo caso non deve però trattarsi di sillaba tonica o di sillaba comunque significativa ai fini dell'interpretazione. Ad esempio: par-Cpant = partecipante; par-Cpar = partecipare; in-csar = incassare; eC-znal = eccezionale; eS-Gen = esigenza.
suf-Cient = sufficiente

#### Suffissi integrali
Alcuni suoni della 4ª serie possono essere utilizzati per abbreviare alcune desinenze finali piuttosto frequenti. Essi vengono definiti "suffissi integrali", poiché vengono inseriti nella sillaba come sua parte integrante e non invece in una sillaba a parte:
-b = -bile (a-mab = amabile)
-d = -dine (a-bi-tud = abitudine)
-G = -gine\-geno (in-daG = indagine; al-lu-Ci-noG = allucinogeno)
-et = -età (se-riet = serietà; ter-ziet = terzietà)
-is = -ista (fon-dis = fondista; ot-tmis = ottimista)
-it = -ità (le-ga-lit = legalità)
-m = -mento\-mente (spos-tam = spostamento; con-cre-tam = concretamente).
-n = -nza (par-ten = partenza)
-nt = -nte (fen-dent = fendente)
-S = -smo\-esimo (con-su-miS = consumismo; u-ma-neS = umanesimo)
-v = -vole (va-lev = valevole)
-z = -zione (con-Cez = concezione)
-x = -ndo (par-tex = partendo)

#### Fusione di parole
Altra abbreviazione piuttosto frequente è quella effettuata attraverso la crasi, ossia la fusione tra l'ultima vocale di una parola e la prima della parola seguente (ad esempio: con-tril-qual = contro il quale). Questo criterio è molto applicato per le sequenze avverbio\articolo, al fine di abbreviare alcune espressioni ricorrenti.
In passato si sconsigliava un suo utilizzo generalizzato, cioè anche per le sequenze articolo\preposizione, preposizione articolata-sostantivo\verbo, a causa della difficoltà di prevedere nei dizionari dei primi programmi di trascrizione assistita tutte le necessarie entrate aggiuntive. Ad esempio: dlant-Cpaz = dell'anticipazione; plant-Cpaz = per l'anticipazione; llant-Cpaz = all'anticipazione; clant-Cpaz = con l'anticipazione; slant-Cpaz = sull'anticipazione; ddant-Cpaz = dall'anticipazione; dlin-se-gnam = dell'insegnamento; plin-se-gnam = per l'insegnamento; slin-se-gnam = sull'insegnamento etc.). Attualmente questa limitazione non ha più ragion d'essere, poiché i software di trascrizione odierni sono ormai in grado, al momento dell'immissione nel dizionario di un termine dato, di suggerire all'utente tutte le necessarie entrate aggiuntive create sulla base di regole prefissate.
Esempi:
cè = che è
cei = che i
ciè = chi è
Ciè = ci è
cla = con la
cle = con le
cli = con gli
clo = con lo
Cne = ce ne
cnil = con il
cnon = che non
cnun = con un
Csi = ci si
dcui = di cui
diun = di un
dnon = di non
ei = e i
èt = è stato
mla = me la
mle = me le
mli = me li
mlo = me lo
nnè = non è
nèt = non è stato
nson = non sono
nsont = non sono stato
pla = per la
ple = per le
pli = per gli
plo = per lo
pril = per il
prun = per un
siè = si è
snon = se non
sont = sono stato
sson = si sono
tla = te la
tle = te le
tli = te li
tlo = te lo
viè = vi è
vla = ve la
vle = ve le
vli = ve li
vlo = ve lo

#### Utilizzo alternativo di alcuni suoni della 1ª serie
Alcuni suoni della 1ª serie possono essere proficuamente adoperati in modo alternativo (cfr. Evoluzione del sistema di stenotipia Michela, op. cit.).
Innanzi tutto, il suono nt di 1ª serie può essere utilizzato per abbreviare la desinenza iniziale “int-“ presente in molte parole. Questa abbreviazione risulta molto utile per abbreviare le parole di una certa lunghezza (oltre le tre sillabe) per lasciare libera la seconda serie, che risulta così disponibile per abbreviazioni ulteriori. Ad esempio: ntli-Gent = intelligente; ntro-gtor = interrogatorio; ntnal-zaz = internazionalizzazione.
In secondo luogo, è possibile usare i suoni i e u della 1ª serie per scrivere con una sola battuta alcune sequenze di sillabe che cominciano con le corrispondenti vocali. Ad esempio: ina-dem-pim = inadempimento; inat-tual = inattuale; utent = utente.

#### Sigle e abbreviazioni di parole ricorrenti
Nell'esperienza corrente, specie in quella parlamentare, ove il sistema è maggiormente usato, sono state poi introdotte una grande quantità di sigle e di abbreviazioni per i termini più ricorrenti. Non essendo possibile un'elencazione completa in questa sede, se ne riportano solo alcuni esempi:
ad-eS = ad esempio
lla = alla
lle = alle
lli\agl = agli
lle = alle
ppen = appena
as-bleu = Assemblea
as-blei = Assemblee
cam-dep = Camera dei deputati
cap-stat = Capo dello Stato
cat-gor = categoria
cat-grii = categorie
cdi-zion = condizione
cdi-zioi = condizioni
cmuc = comunque
cod = codice
csi-draz = considerazione
csi-dra-zioi = considerazioni
con-min = Consiglio dei ministri
con-sup-maG = Consiglio superiore della magistratura
cor-cos-tuz = Corte costituzionale
Cret = certo
cret = corretto
Cric = circa
croz = criminalità organizzata
Csar = cessare
Cson = cessione
csigl = consiglio
cuac = qualche
cuai = quali
cual = quale
Cuè = cioè
cuin = quindi
dda = dalla
dde = dalle
ddi\dagl = dagli
ddo = dallo
dac-crod =d'accordo
deC-sioi = decisioni
deC-sion = decisione
dep = deputato
dep-ti = deputati
dla = della
dle = delle
dli = degli
dlo = dello
dfiC = difficile
dfi-Cli = difficili
dib = dibattito
dib-ti = dibattiti
di-chiaz = dichiarazione
dic-zioi = dichiarazioni
di-chiaz-vot = dichiarazione di voto
dmo-craz\dmoz = democrazia
do-cum\dcum = documento
do-cum-ti\dcum-ti = documenti
drant = durante
drez = direzione
dre-zioi = direzioni
dsat-zion = disattenzione
dsat-zioi = disattenzioni
dver = dovere
ef-caC = efficace
em = emendamento
em-ti = emendamenti
èp = È approvato
es = esso
eS-Cit = esercito
eS-ctiv = Esecutivo
eS-Gen = esigenza
eu = euro
eu-pa = Europa
eu-pei = europei
eu-pio = europeo
fac-ta = facoltà
fov = favorevole
ftur = futuro
ftui = futuri
fvor = favore
GdiC = giudice
Gdiz = giudizio
Gen = generale
Ge-nrai = generali
Gior = giorno
grax = grande
Grid-cam = giuridicamente
Gri-dic = giuridico
Gri-diC = giuridici
gver = Governo
gver-ni = Governi
gver-ntiv = governativo
iei = ieri
im-diat = immediato
in-pes = INPS
i-tai\itai = Italia
lcui = alcuni
llor = allora
lmit = limite
lvei = livelli
lvel = livello
lvoi = lavori
lvor = lavoro
min = Ministro
min-gius-tiz = Ministro della giustizia
min-tri = Ministri
mioi = migliori
mior = migliore
mloi = milioni
mlon\mion = milione
mlot = molto
mnis = Ministero
mnis-gius-tiz = Ministero della giustizia
mnis-tei = Ministeri
mom\mment = momento
mox = mondo
mtiv = motivo
mvim = movimento
nan-tut = innanzi tutto
nche = anche
ncor = ancora
ndus = industria
neC = necessità
nèp = Non è approvato
nfat = infatti
nmen = nemmeno
npur = neppure
nsa = nostra
nse = nostre
nsi = nostri
nso = nostro
nsom = insomma
nsun = nessuno
ntant = intanto
ntent = intento
ntev = notevole
ntres = interesse
ntval = intervallo
ntvent = intervento
ntven-ti = interventi
ntnal = internazionale
ntnai = internazionali
ntnal-zaz = internazionalizzazione
nnal = nazionale
nnai = nazionali
nnal-zaz = nazionalizzazione
num = numero
nveC = invece
op-tun = opportuno
op-tui = opportuni
or-gniz-zaz = organizzazione
par-clai = particolari
par-clar = particolare
pcent = per cento
pché = perché
pdot = prodotto
pduz = produzione
pieS = Paese
PieS-vlup = Paesi in via di sviluppo
plaz = palazzo
pli-tic = politico
pli-tiC = politici
ppor = proporre
ppos = proposto
preC-Sar = precisare
preC-Saz = precisazione
preC-Sa-zioi = precisazioni
près-con-min = Presidente del Consiglio dei ministri
pres-den = Presidenza
près-dent = Presidenti
près = Presidente
pre-Sem = per esempio
près-rep = Presidente della Repubblica
prob-blim = probabilmente
prod = periodo
prop = proprio
psent = presente
pses = possesso
psib = possibile
ptant = pertanto
pter = potere
ram pam = ramo del Parlamento
riai = reali
rial = reale
riaz = reazione
rlat = relatore
rla-toi = relatori
scox = secondo
si-cram = sicuramente
sior = signor
si-tuaz\stuaz = situazione
sit-zioi\stua-zioi = situazioni
sluz = soluzione
slu-zioi = soluzioni
smep = sempre
snat = Senato
snat-rep = Senato della Repubblica
snez = senza
snit = sanità
snor = senatore
snoi = senatori
sop-tut = soprattutto
sos-ziam = sostanzialmente
sot-seg = Sottosegretario
spès = Signor Presidente,
sreb = sarebbe
srem = saremo
sret = sarete
ssa = essa
sse = esse
ssi = essi
sso\es = esso
Svov = sfavorevole
tab = tabella
tai = tali
tmep = tempo
tot-ment = totalmente
tsor = Tesoro
ttai = totali
ttal = totale
un-nmit = unanimità
vlont = volontà
vlor = valore
vlup = sviluppo
vlu-taz = valutazione
vlut-zioi = valutazioni
vrit = verità
vsa = vostra
vse = vostre
vsi = vostri
vso = vostro
xa = questa
xe = queste
xo = questo
xi = questi